# Peacock
Peacock — американський стрімінговий сервіс, що належить і керується підрозділом Television and Streaming компанії NBCUniversal, дочірньої компанії Comcast. Названий на честь логотипу NBC у вигляді павича, сервіс був запущений 15 липня 2020..
Служба переважно містить контент від студій NBCUniversal та інших сторонніх постачальників контенту, включаючи телесеріали, фільми, новини та спортивні програми. Сервіс доступний у безкоштовній версії з рекламною підтримкою та обмеженим змістом, а преміум рівень включає велику бібліотеку контенту і доступ до додаткового контенту NBC Sports і WWE.
Ранній доступ для клієнтів Xfinity Flex почався 15 квітня 2020, користувачі X1 отримали попередню версію до 1 травня. Загальнонаціональний реліз відбувся 15 липня 2020 року. До жовтня Peacock досяг понад 22 млн користувачів, до січня 2021 їх було вже 33 млн На листопад 2021 у сервісу 54 млн користувачів.
Станом на лютий 2022 року сервіс досяг 25 мільйонів щомісячних активних користувачів та 9 мільйонів платних передплатників..

## Історія
14 січня 2019 року NBCUniversal повідомило про майбутній запуск сервісу потокового мовлення і в той же час оголосила про реорганізацію, в результаті якої були створені NBCUniversal Direct-to-Consumer і Digital Enterprises під головуванням Бонні Хаммер 17 вересня була озвучена назва сервісу «Peacock» (англ. Павич, що є символом NBC) і дата запуску — квітень 2020 року, його контент складуть нові оригінальні програми, ремейки проектів NBCU, що вже виходили, і повернені з конкуруючих стрімінгових сервісів Netflix, Hulu. Video серіали «Офіс» (з січня 2021 року) та «Парки та зони відпочинку» (з жовтня 2020 року).
16 січня 2020 Comcast оголосила, що 15 квітня Peacock почне м'який запуск для клієнтів кабельного і широкосмугового доступу Xfinity перед запуском на загальнонаціональному рівні 15 липня 2020..

## Дистрибуція
У Peacock є три рівні обслуговування: безкоштовний, преміум та преміум плюс. Перший рівень включає контент двох верхніх рівнів, його безкоштовність заснована на показі реклами і він доступний безкоштовно для всіх користувачів інтернету в США. Premium також має рекламу, але надає повну бібліотеку контенту, він доступний у вигляді щомісячної підписки та включений у деякі послуги від постачальників ТВ-послуг, включаючи Xfinity та Cox . На обох рівнях з рекламою реклама обмежена п'ятьма хвилинами на годину. Верхній рівень надає повну бібліотеку без реклами. Передплатники Peacock Premium, незалежно від того, чи підписуються вони безпосередньо чи отримують послуги через постачальника, можуть перейти на Peacock Premium Plus за додаткову щомісячну плату. [12]
6 травня 2020 року було оголошено про дистриб'юторську угоду з Apple, за якою Peacock буде встановлений на пристроях IOS і Apple TV, а його контент буде вказано в додатку Apple TV з можливістю підписки на Peacock Premium як покупку в додатку.
20 липня 2020 року сервіс став доступним на PlayStation 4.
23 червня 2020 року канадська телекомпанія Corus Entertainment оголосила про придбання ексклюзивних прав на трансляцію оригінальних програм Peacock на території цієї країни.
18 вересня 2020 року NBCUniversal і Roku домовилися про те, що Peacock буде додано в девайси Roku на території США, ледве уникнувши долі відключеного додатка TV Everywhere, що зазнав такої долі через суперечку з приводу розподілу доходів і рекламних ресурсів. Запуск стрімінгового сервісу відбувся 21 вересня.